# Odobenus rosmarus divergens
La morsa del Pacífico (Odobenus rosmarus divergens) es una subespecie de morsa natural del Océano Pacífico, como dice su nombre común.
Esta subespecie es natural del Pacífico, la mayoría de los especímenes habitan en el Estrecho de Bering, en el mar de Chukchi y a orillas del norte de Siberia; también habita a los alrededores de la isla de Wrangel, en el mar de Beaufort y cerca del norte de Alaska. En los años 1990 se estimó que la población de morsas del Pacífico era de unos 200.000 ejemplares.